# Cantó de Sèvres
El cantó de Sèvres és un antic cantó francès del departament dels Alts del Sena, que estava situat al districte de Boulogne-Billancourt. Comptava amb el municipi de Sèvres.
Al 2015 es va unir al nou cantó de Boulogne-Billancourt-2.

## Municipis
- Sèvres

## Història
| Data d'elecció                           | Identitat                  | Partit                     | Qualitat |
| ---------------------------------------- | -------------------------- | -------------------------- | -------- |
| 1945-1964                                | Michel Devèze              | MRP, després divers droite |          |
| 1964-1967                                | Charles Odic               | Divers droite              |          |
| 1967-1970                                | Georges Lenormand          | PCF                        |          |
| 1970-1976                                | Jean Caillonneau           | Divers droite              |          |
| 1976-1982                                | Georges Lenormand          | PCF                        |          |
| 1982-2006                                | Jean Caillonneau           | UDF-CDS                    |          |
| 2006-                                    | François Kosciusko-Morizet | UMP                        |          |
| les dades anteriors no són pas conegudes |                            |                            |          |
|                                          |                            |                            |          |

## Demografia
| A partir de 1990: Població sense dobles comptes |